# Sikhisme

Een vlag van de sikhs.

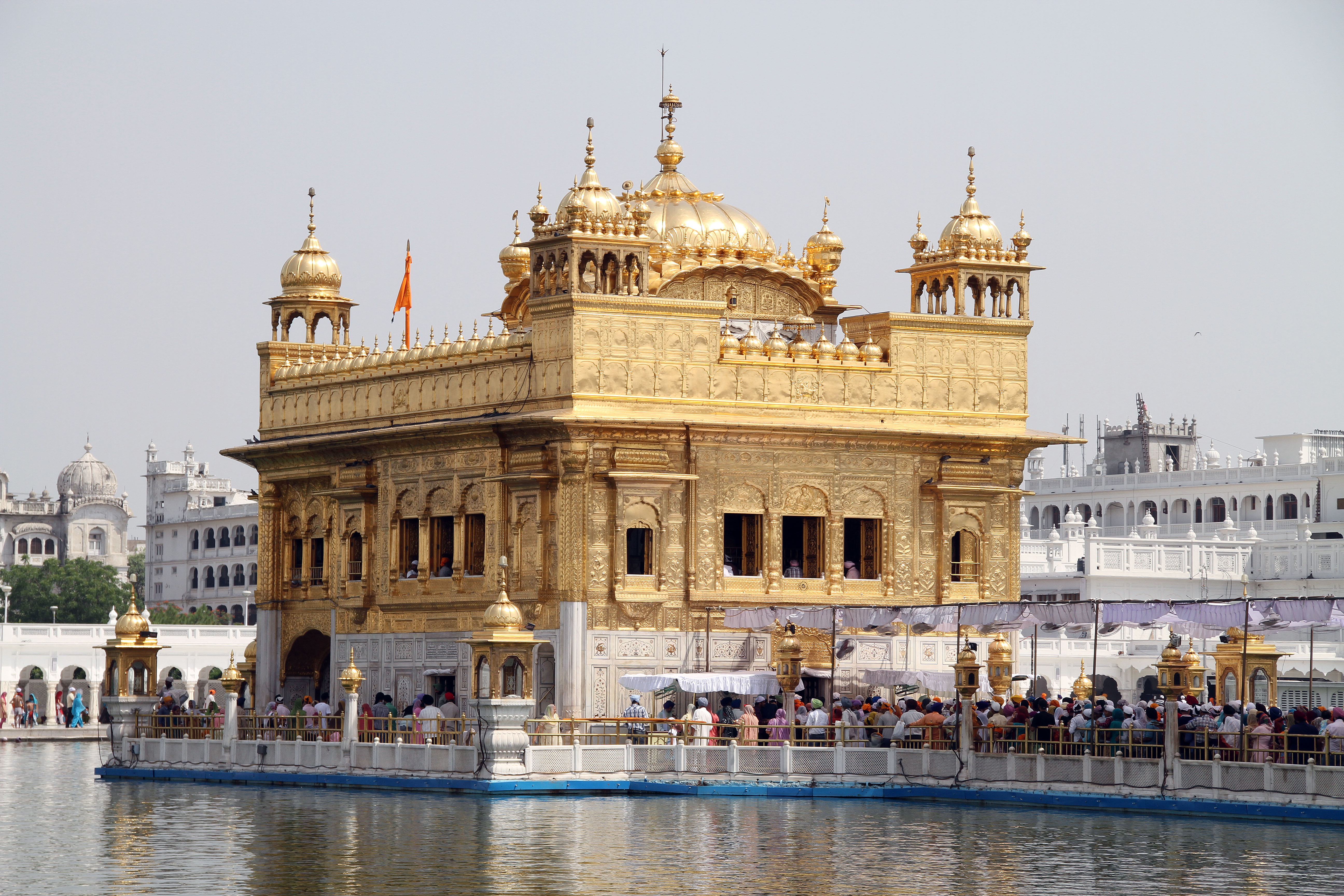
De Harmandir Sahib (formeel: Darbar Sahib) is het belangrijkste heiligdom voor sikhs

Het sikhisme (Punjabi: ਸਿੱਖੀ Sikkhi) (uitspraak: /ˈsɪkːʰiː/) is een monotheïstische godsdienst die in het begin van de 16e eeuw ontstond in noordelijk India door de eerste leermeester goeroe Nanak Dev. Het is een onafhankelijk geloof met een eigen religieuze identiteit.
De bakermat van het sikhisme is de Punjab, een gebied in het noorden van het Indisch subcontinent. In 1947 werd de Punjab verdeeld tussen de nieuwe staten islamitisch Pakistan en seculier India, en de sikhs verloren veel van hun gebied. In 1966 werd de Indiase staat Punjab in drieën verdeeld (Punjab, Haryana en Himachal Pradesh), deels omdat de sikhs dan de meerderheid in hun eigen staat Punjab zouden behouden.
Er zijn wereldwijd ongeveer 20 tot 27 miljoen sikhs; 60 tot 80 procent hiervan woont in in de Indiase deelstaat Punjab. Andere belangrijke populaties verblijven elders, er zijn bijvoorbeeld meer dan 336.000 sikhs in het Verenigd Koninkrijk. In de Verenigde Staten wonen meer dan een half miljoen sikhs. Er zijn ook sikhgemeenschappen in Maleisië, Singapore, Oost-Afrika en Canada.
Het sikhisme werd geïnspireerd op het onderwijs van tien goeroes, die belangrijke religieuze onderwijzers en predikers waren. Het is een separate en progressieve religie met als basisgedachten één God, gelijkheid, rechtvaardigheid en vrijheid voor iedereen. Deze religie doet een beroep op zijn volgelingen om een leven van discipline, hard werken, liefdadigheid en meditatie te leiden. Zij accepteert het bestaan van alle geloven en tolereert geen bevooroordeling of onderdrukking op basis van godsdienst, kaste, kleur, geloofsbelijdenis, ras en/of sekse.
Sikhs aanbidden een god die bestaat voorbij alle verschijningen en die universeel toegankelijk is voor allen, ongeacht of men hindoe, moslim of van een ander geloof is.
De doctrines zijn vastgelegd in de Guru Granth Sahib, het heilige boek voor sikhs. De stichter en de eerste goeroe was Guru Nanak (1469–1539). Guru Nanak stichtte dit geloof in de 16e eeuw met zijn ideologie van Alle mensen zijn gelijk, vormen een onderdeel van het Goddelijke licht en kunnen de allerhoogste (spirituele) staat bereiken door samen te smelten oftewel op te gaan in die ene Almachtige God.

## Etymologie
Het woord sikh is afgeleid van het sikkha uit Pali of śiṣya uit het Sanskriet; beide betekenen ze discipel. De betekenis houdt verband met het feit dat sikhs discipelen zijn van de tien guru's.

## Goeroes

### De tien goeroes
Het sikhisme werd gevestigd door tien goeroes (leermeesters), die leefden tussen 1469 en 1708. Deze leermeesters waren intellectuelen wier hoofddoel in het leven het geestelijke en morele welzijn van de massa was. Elke goeroe voegde principes en praktijk toe aan hetgeen door zijn voorgangers werd onderwezen. Dit mondde uit in de verwezenlijking van de godsdienst. Goeroe Nanak was de eerste goeroe en goeroe Gobind Singh de laatste. Voordat Goeroe Gobind Singh overleed, verklaarde hij dat sri goeroe Granth Sahib, het heilige boek, de uiteindelijke en definitieve sikh goeroe was.
De tien goeroes waren:
| Nr. | Naam                | Goeroe geworden op | Geboren           | Gestorven         | Leeftijd | Vader               | Moeder            |
| --- | ------------------- | ------------------ | ----------------- | ----------------- | -------- | ------------------- | ----------------- |
| 1   | Goeroe Nanak        | 15 april 1469      | 15 april 1469     | 22 september 1539 | 69       | Mehta Kalu          | Mata Tripta       |
| 2   | Goeroe Angad        | 7 september 1539   | 31 maart 1504     | 29 maart 1552     | 48       | Baba Pheru          | Mata Ramo         |
| 3   | Goeroe Amar Das     | 25 maart 1552      | 5 mei 1479        | 1 september 1574  | 95       | Tej Bhan Bhalla     | Bakht Kaur        |
| 4   | Goeroe Ram Das      | 29 augustus 1574   | 24 september 1534 | 1 september 1581  | 47       | Baba Hari Das       | Mata Daya Kaur    |
| 5   | Goeroe Arjan        | 28 augustus 1581   | 15 april 1563     | 30 mei 1606       | 43       | Goeroe Ram Das      | Mata Bhani        |
| 6   | Goeroe Hargobind    | 30 mei 1606        | 19 juni 1595      | 3 maart 1644      | 49       | Goeroe Arjan        | Mata Ganga        |
| 7   | Goeroe Har Rai      | 28 februari 1644   | 26 februari 1630  | 6 oktober 1661    | 31       | Baba Gurditta       | Mata Nihal Kaur   |
| 8   | Goeroe Har Krisjan  | 6 oktober 1661     | 7 juli 1656       | 30 maart 1664     | 7        | Goeroe Har Rai      | Mata Krishan Kaur |
| 9   | Goeroe Tegh Bahadur | 20 maart 1665      | 1 april 1621      | 11 november 1675  | 54       | Goeroe Hargobind    | Mata Nanki        |
| 10  | Goeroe Gobind Singh | 11 november 1675   | 22 december 1666  | 6 oktober 1708    | 42       | Goeroe Tegh Bahadur | Mata Gujri        |

### Goeroe Granth Sahib
De tiende goeroe, goeroe Gobind Singh Ji, was de laatste menselijke goeroe. Hij heeft in 1708 de Goeroe Granth Sahib benoemd tot de permanente goeroe van de sikhs. Hij riep de Sikhs op om de goeroe Granth Sahib te eren als het lichaam en geest van de tien goeroes.
De goeroe Granth Sahib of Ādi Granth is meer dan een heilig boek voor de sikhs. Het is de elfde en definitieve goeroe van de sikhs. Daarom tonen aanhangers van het geloof een grote eerbied voor het boek. Het boek heeft tevens de centrale positie bij de sikhistische plaats van verering genaamd gurdwara. Het heilige geschrift staat op een dominant platform in de belangrijkste zaal van de gurdwara en wordt tijdens de dienst met grote eerbied en waardigheid op een troon geplaatst.
De Ādi Granth bevat bijna 6000 hymnes die door de eerste vijf goeroes werden samengesteld: Nānak (974), Aṅgad (62), Amar Dās (907), Rām Dās (679) en Arjun (2218). Daarnaast bevat de Ādi Granth hymnes van de heiligen Bhakta en de Ṣūfīs-moslims (in het bijzonder Ravidāss, Kabīr en Farīd Khān).

## Doctrine

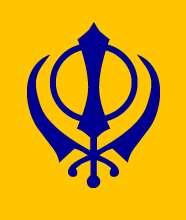
De Khanda een van de belangrijkste symbolen in het sikhisme

### Geloofsprincipes
De volgende doctrines zijn essentieel in het sikhisme:
- Eén God (Ek Onkaar): Er is slechts één God, die oneindige macht en invloed heeft; Hij of Zij is identiek voor alle godsdiensten. God heeft geen geslacht en is alomtegenwoordig.
- Vroeg opstaan: De vroege ochtenduren, voor het opkomen van de zon, worden gebruikt voor meditatie en het ervaren van eenheid met God.
- Op een goede manier je brood verdienen: een sikh moet hard werken en eerlijk zijn geld verdienen; hij of zij mag nooit ten koste van anderen leven, maar geeft juist aan anderen.
- Naastenliefde: het huis is altijd open voor iedereen. Iedereen is welkom, ongeacht zijn achtergrond, religie, overtuiging, ras of geslacht. Wat een sikh verdient, wordt gedeeld met anderen.
- Reïncarnatie, karma en redding: Alle schepselen hebben zielen die tot andere organismen overgaan na de dood, tot uiteindelijk de bevrijding wordt bereikt.
- Ontzag voor God: Houd van God, maar behoud het ontzag voor Haar of Hem.
- Humaniteit: Alle mensen zijn gelijk; allemaal zijn het de zonen en dochters van de Almachtige.
- Morele waarden: Verdedig, bescherm en vecht voor de rechten van alle levende wezens, en in het bijzonder de medemens.
- Persoonlijk offer: Tref voorbereidingen om het leven te geven voor alle opperste principes.
- Vele wegen leiden tot God: Sikhs geloven dat de redding ook voor niet-sikhs kan worden bereikt.
- Positieve houding tegenover het leven: houd altijd een positieve, optimistische en vastberaden houding ten opzichte van het leven.
- Gedisciplineerd leven: diensten worden strikt georganiseerd.
- Geen speciale dagen: Sikhs geloven niet dat een enkele dag heiliger is dan andere dagen, zoals christenen en moslims dat doen.
- Verover de 5 kwaden: Het is de plicht van elke sikh om deze 5 kwaden te verslaan: egoïsme, woede, hebzucht, gehechtheid en verlangen.
- Aanval met 5 wapens: Tevredenheid, liefdadigheid, vriendelijkheid, positieve houding, nederigheid.

### Waarden
- Gelijkheid: Alle mensen zijn gelijk voor God.
- De geest van God: Alle Schepselen dragen de geest van God en moeten worden geëerbiedigd.
- Persoonlijk recht: Elk wezen heeft recht op het leven.
- Daden tellen: De redding wordt verkregen door goed te handelen.
- Familie-eenheid: Men moet in gezinsverband leven om kinderen te krijgen en op te voeden.
- Delen: Het wordt aangemoedigd om 10 procent van het inkomen aan liefdadigheid te besteden.
- Keur de wil van God goed: Ontwikkeling van een persoonlijkheid zodat gelukkige gebeurtenissen en miserabele gebeurtenissen beide kunnen worden aanvaard.
- Vier vruchten van het leven: waarheid, tevredenheid, contemplatie en naam (in Naam van God).

### Verboden gedrag
- Religieuze rituelen: dit soort rituelen heeft geen betekenis in het sikhisme (bedevaarten, in rivieren baden; vasten; besnijdenis; verering van graven, idolen, beelden)
- Materialisme (maya): het vergaren van rijkdom heeft geen betekenis in het sikhisme. Rijkdom, geld, voorraden, goederen en alle andere bezittingen worden immers achtergelaten als men overlijdt.
- Offers: lams- en kalfsslachtingen om heilige gelegenheden te vieren enz. zijn verboden.
- Maatschappelijke isolatie: een sikh mag niet als kluizenaar, bedelaar, yogi, monnik of non leven of ongehuwd zijn.
- Slecht spreken: opscheppen, roddel en liegen zijn niet toegestaan.
- Schadelijke genotsmiddelen: alcohol, drugs, tabak en andere bedwelmende middelen zijn niet toegestaan.
- Priesterlijke klasse: sikhs mogen niet van een priester afhangen om hun de geloofsprincipes bij te brengen.

### De vijf k's
De vijf symbolen van Khālsā, alle beginnend met de letter k, zijn voor alle mannelijke en vrouwelijke sikhs van belang. Ze worden vermeld in RahatnāmāĨ, die door tijdgenoten van goeroe Gobind Singh werd opgesteld; in de Ādi Granth zijn de vijf k's (kakkars) niet terug te vinden.
De belangrijkste van de k's is;
- Keski, tulband om niet geknipte haren te beschermen. Sikhs knippen of scheren hoofdhaar, baard en snor niet. Ongeknipt haar wordt als heilig beschouwd, een traditie die tot de eerste goeroes teruggaat.

De andere vier k's zijn:
- kanghā, een houten kam om het haar te verzorgen;
- kachera, een onderbroek;
- kirpān, een dolk om andere mensen of jezelf te beschermen.
- kārā, een metalen armband die om de rechterarm gedragen wordt.

## Overige heiligen
De volgende personen worden ook als heiligen beschouwd:
- Jai Dev (geboren in 1170)
- Shaikh Farid (1173-1266)
- Trilochan (geboren in 1267)
- Namdev (geb. in 1270)
- Sadhana (geb. in 13e eeuw)
- Ramanand (geb. in 1359)
- Kabir (1398-1494 )
- Dhana (geb. in 1415)
- Pipa (geb. in 1425).
- Sain (geb. in 15e eeuw).
- Ravi Das (geb. in 15e eeuw)
- Bhikhan (gestorven in 1574 )
- Sur Das (geb. in 1529 A.D.)
- Baini ( geb. in 1620)
- Parmanand (geb. in 1645)